# Klikkszélesség

Egy 3 klikkszélességű távolság-örökletes gráf konstrukciója diszjunkt uniókkal, átcímkézésekkel és címke-egyesítésekkel. A címkéket az ábrán színek jelzik.

A matematika, azon belül a gráfelmélet területén egy gráf klikkszélessége (clique-width) a gráf szerkezetének bonyolultságát leíró paraméter; közeli rokona a faszélességnek, de attól eltérő módon, sűrű gráfokon is korlátos lehet az értéke.
A definíció szerint értéke megegyezik a {\displaystyle G} gráf konstruálásához szükséges címkék minimális számával, ha a következő négy művelet engedélyezett:
1. Felveszünk egy új csúcsot, v-t és i címkével látjuk el (jelölés: i(v) vagy {\displaystyle \bullet _{i}})
2. Két címkézett gráf, G és H diszjunkt unióját képezzük (jelölés: {\displaystyle G\oplus H})
3. Minden i-vel jelölt csúcsot összekötünk minden j-vel jelölt csúccsal (jelölés: η(i,j)), ahol {\displaystyle i\neq j}
4. Átnevezzük az i címkét j-re (jelölés: ρ(i,j) )

A korlátos klikkszélességű gráfok közé tartoznak a kográfok és a távolság-örökletes gráfok is. Bár általános esetben a klikkszélesség meghatározása NP-nehéz feladat, és nem tudjuk, vajon polinom időben kiszámítható-e abban az esetben, ha korlátos, ismert több hatékony közelítő algoritmus a klikkszélesség kiszámítására.
Ezekre az algoritmusokra és a Courcelle-tételre alapozva számos, általános gráfokon NP-nehéz gráfoptimalizálási probléma gyorsan megoldható vagy közelíthető a korlátos klikkszélességű gráfokon.
A klikkszélesség fogalmához szükséges konstrukciós lépéseket Courcelle, Engelfriet és Rozenberg fogalmazta meg 1990-ben , majd (Wanke 1994). A „klikkszélesség” kifejezést először (Chlebíková 1992) használta egy másik fogalom leírására, de 1993-ra már a jelenlegi értelemben használták.

## Példa

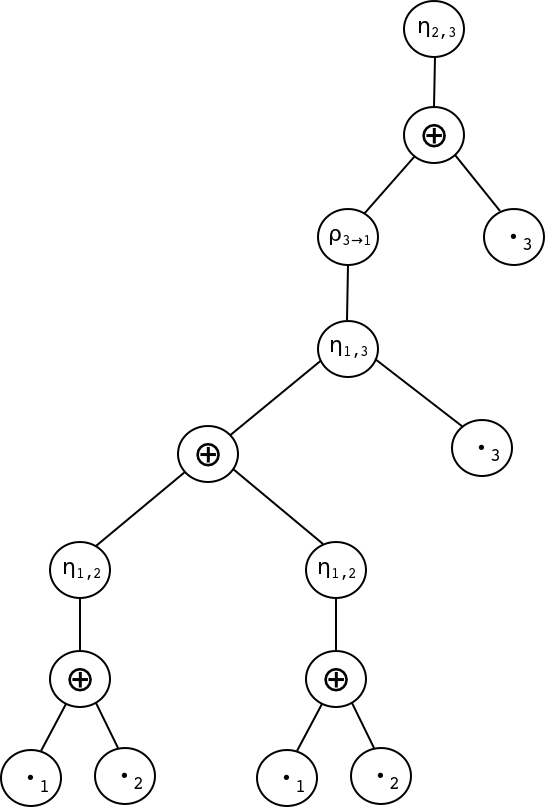
A konstrukciós lépéseinek kifejezés-fája

A 6 csúcsból álló {\displaystyle C_{6}} gráf klikkszélessége nem nagyobb 3-nál, mivel a következő műveletek segítségével előállítható:
| Klikkszélesség-művelet                              | A gráf vizualizációja |
| --------------------------------------------------- | --------------------- |
| {\displaystyle G_{1}=\bullet _{1}}                  |                       |
| {\displaystyle G_{2}=\bullet _{2}}                  |                       |
| {\displaystyle G_{3}=G_{1}\oplus G_{2}}             |                       |
| {\displaystyle G_{4}=\eta _{1,2}(G_{3})}            |                       |
| {\displaystyle G_{5}=G_{4}\oplus G_{4}}             |                       |
| {\displaystyle G_{6}=G_{5}\oplus \bullet _{3}}      |                       |
| {\displaystyle G_{7}=\eta _{1,3}(G_{6})}            |                       |
| {\displaystyle G_{8}=\rho _{3\rightarrow 1}(G_{7})} |                       |
| {\displaystyle G_{9}=G_{8}\oplus \bullet _{3}}      |                       |
| {\displaystyle C_{6}=\eta _{2,3}(G_{9})}            |                       |

Az előállított {\displaystyle 3}-művelet a következő:
{\displaystyle X=\eta _{2,3}(\rho _{3\rightarrow 1}(\eta _{1,3}(\eta (\bullet _{1}\oplus \bullet _{2})\oplus \eta (\bullet _{1}\oplus \bullet _{2})\oplus \bullet _{3}))\oplus \bullet _{3})}
A jobb oldalon látható az {\displaystyle X} 3-kifejezés fája.

## Speciális gráfosztályok
A kográfok megegyeznek azokkal a gráfokkal, melyek klikkszélessége legfeljebb 2. A távolság-örökletes gráfok klikkszélessége legfeljebb 3. Az egység-intervallumgráfok klikkszélessége azonban (rácsos szerkezetük miatt) korlátlan. 
Hasonlóan, a páros permutációgráfok klikkszélessége (hasonlóan a rácsos szerkezet maitt) korlátlan.   
A kográfok egyik karakterizálása szerint ezek a gráfok, melyeknek nincs négy csúcsból álló húrmentes úttal izomorf feszített részgráfja. Ebből kiindulva számos, tiltott feszített részgráfok alapján meghatározott gráfcsalád klikkszélességét sikerült megállapítani.
A korlátos klikkszélességű gráfok közé tartoznak még a k-adik levélhatványok is a k korlátos értékeire; ezek a Tk gráfhatvány T levelei által kifeszített részgráfjai. A nem korlátos kitevőjű levélhatványok esetében azonban a klikkszélesség sem korlátos.

## Korlátok
(Courcelle & Olariu 2000) és (Corneil & Rotics 2005) egyes gráfok klikkszélességével kapcsolatban a következőket igazolták:
- Ha egy gráf klikkszélessége legfeljebb k, akkor ez igaz a gráf minden feszített részgráfjára is.[8]
- Egy k klikkszélességű gráf komplementerének klikkszélessége legfeljebb 2k.[9]
- A w faszélességű gráfok klikkszélessége legfeljebb 3 · 2w − 1. A korlátban szereplő exponenciális tag szükséges: ténylegesen léteznek olyan gráfok, melyek klikkszélessége exponenciálisan nagyobb a faszélességüknél.[10] Megfordítva, a korlátos klikkszélességű gráfok rendelkezhetnek korlátlan faszélességgel; például az n csúcsú teljes gráfok klikkszélessége 2, míg faszélességük n − 1. Azoknak a k klikkszélességű gráfoknak viszont, melyek nem tartalmazzák a Kt,t teljes páros gráfot részgráfként, legfeljebb 3k(t − 1) − 1 lehet a faszélességük. Így aztán, tetszőleges ritka gráfcsaládra igaz, hogy a korlátos faszélesség ekvivalens a korlátos klikkszélességgel.[11]
- Egy további gráfparamétert, a rangszélességet (rank-width) mindkét irányból korlátok közé szorít a klikkszélesség: rangszélesség ≤ klikkszélesség ≤ 2rangszélesség + 1.[12]

Igaz továbbá, hogy ha a G gráf klikkszélessége k, akkor a Gc gráfhatvány klikkszélessége legfeljebb 2kck. Bár mind a klikkszélesség a faszélesség szerinti korlátjában, mind klikkszélesség gráfhatvány szerinti korlátjában exponenciális rés szerepel, ezeknek a korlátok nem szorzódnak össze: 
ha a G gráf faszélessége w, akkor Gc klikkszélessége legfeljebb 2(c + 1)w + 1 − 2, ami a faszélességnek csak egyszeresen exponenciális függvénye.

## Számítási bonyolultság
Számos, általánosabb gráfosztályokon NP-nehéz optimalizálási probléma korlátos klikkszélességű gráfokon dinamikus programozás segítségével hatékonyan megoldható, ha ezen gráfok konstrukciós lépései ismertek. Közelebbről, minden gráftulajdonság, aminek létezése kifejezhető a gráftulajdonságokat logikai műveletekkel, kvantorokkal stb. leíró MSO1 monadikus másodrendű logika segítségével, a Courcelle-tétel egy változata alapján lineáris idejű algoritmussal eldönthető.
Polinom időben lehetséges továbbá a korlátos klikkszélességű gráfok optimális gráfszínezését és Hamilton-körét megtalálni, ha a konstrukciós lépések ismertek, de a polinom kitevője a klikkszélességgel növekszik, és a számítási bonyolultságelmélet bizonyítékai arra mutatnak, hogy ettől a függőségtél valószínűleg nem lehet eltekinteni.
A korlátos klikkszélességű gráfok χ-korlátosak, vagyis kromatikus számuk legfeljebb a legnagyobb klikk méretének függvénye lehet.
A három klikkszélességű gráfok polinom időben felismerhetők, és konstrukciós lépéseik is előállíthatók egy splitfelbontás-alapú algoritmussal.
A nem korlátos klikkszélességű gráfok esetén NP-nehéz a klikkszélesség pontos megállapítása, ahogy a szublineáris additív hibával történő approximációja is. Ha azonban a klikkszélesség korlátos, egy korlátos szélességű (exponenciálisan nagyobb mint a tényleges klikkszélesség) konstrukciós lépéssorozat polinom időben előállítható. Nyitott egyelőre az a kérdés, hogy a pontos klikkszélesség, vagy akár egy pontosabb approximációja kiszámítható-e rögzített paraméter mellett kezelhető időben, polinom időben kiszámítható-e minden rögzített klikkszélesség-korlát esetén, vagy akár a négy klikkszélességű gráfok felismerhetők-e a polinom időben.

## Faszélességgel való kapcsolata
A korlátos klikkszélességű gráfok elmélete hasonlít a korlátos faszélességű gráfokéhoz, de azoktól eltérően sűrű gráfokkal is foglalkozik. Ha egy gráfcsalád klikkszélessége korlátos, akkor vagy a faszélessége is korlátos, vagy minden teljes páros gráf a család valamely tagjának részgráfja. A faszélesség és a klikkszélesség az élgráfokon keresztül is összekapcsolódik: egy gráfcsalád pontosan akkor korlátos faszélességű, ha élgráfjaiknak klikkszélessége korlátos.

## Fordítás
- Ez a szócikk részben vagy egészben a Clique-width című angol Wikipédia-szócikk ezen változatának fordításán alapul.  Az eredeti cikk szerkesztőit annak laptörténete sorolja fel. Ez a jelzés csupán a megfogalmazás eredetét és a szerzői jogokat jelzi, nem szolgál a cikkben szereplő információk forrásmegjelöléseként.